# 向家坝镇
向家坝镇，原称云富镇，是中华人民共和国云南省昭通市水富市下辖的一个乡镇级行政单位。
2004年，云富镇与楼坝镇合并设立向家坝镇，镇政府驻原云富镇政府驻地。2012年3月，云南省人民政府批复同意从向家坝镇析置云富街道办事处，向家坝镇人民政府由人民路社区迁移至楼坝村委会。今向家坝镇辖区范围为原楼坝镇辖区范围。

## 行政区划
向家坝镇下辖以下地区：
楼坝村、水河村、大池村、永安村和水东村。